# San Francisco (île du Mexique)
Pour les articles homonymes, voir San Francisco (homonymie).
San Francisco est une petite île mexicaine située dans le golfe de Californie au large des côtes de la Basse-Californie du Sud, juste au sud de l'île San José.

## Géographie
L'île est située au sud du golfe de Californie et se trouve au nord de la baie de La Paz à environ 75 km au nord de La Paz. Elle est séparée de la péninsule de Basse-Californie par un canal d'environ 10 km de largeur. L'île fait environ 2,5 km de longueur et 2,5 km de largeur maximales pour 3,78 km2 de superficie totale.